# 바른컴퍼니
주식회사 바른컴퍼니는 대한민국의 디자인 기업이자 청첩장 전문 회사이다.
1970년 바른손카드로 설립되어 2005년 (주)유사미, 2013년 (주)비핸즈카드로 상호를 변경한 후 2015년 (주)바른컴퍼니로 다시 상호를 변경하였다. 크리스마스카드, 연하장, 청첩장, e-카드, 모바일청첩장 등 카드 제조 및 유통 사업을 주력으로 운영해 왔다. 현재 바른손카드, 비핸즈카드, 더카드, 프리미어페이퍼까지 총 4개의 청첩장 브랜드를 운영하고 있으며, 2015년 신사업으로 답례품·선물 브랜드 셀레모를 론칭했다. 2001년 중국 법인, 2010년 미국 지사를 설립하며 아시아 시장, 미주 시장, 유럽 시장 등으로 제품을 공급하고 있다.

## 역사
- 1970년 바른손카드 설립
- 1981년 (주)바른손카드 법인 설립
- 1982년 (주)바른손팬시 별도 법인 설립
- 1989년 100만불 수출탑 수상
- 1994년 (주)바른손카드와 (주)바른손팬시 합병 후 (주)바른손으로 상호 변경
- 1998년 (주)바른손과 (주)바른손카드로 사업 분리 후 독자 경영
- 2000년 인터넷 전자상거래(www.barunsoncard.com) 사업 개시
- 2001년 중국 상해 법인 설립
- 2002년 R&D 디자인 연구소 설립
- 2003년 스포츠투데이 선정 Korea Fisrt Brand 카드 부분 대상, 정보통신부 경조 우편카드 상품 공급사 선정
- 2004년 파주출판도시 내 신사옥 준공, 판화 및 고급 캘린더 사업 시작
- 2005년 (주)유사미로 상호 변경
- 2006년 청와대 방문카드 및 만찬메뉴 카드 수주
- 2008년 서울 사옥 준공
- 2008년 상해 유한공사 공장 완공, 청와대 방문카드 및 만찬메뉴 카드 수주
- 2010년 대한민국 디자인 대상 디자인 경영부분 최우수상 국무총리상 수상[2], 미국 지사 설립 및 전자상거래 사업 개시
- 2011년 (주)비핸즈를 흡수 합병
- 2012년 한국디자인진흥원 우수디자인전문회사 선정
- 2013년 청첩장 사업 (주)비핸즈카드, 아트 사업 (주)비핸즈로 법인 분리 후 (주)비핸즈카드로 사명 변경
- 2015년 (주)바른컴퍼니로 상호 변경